# Alfred James Ewart
Alfred James Ewart  (Liverpool , 12 de fevereiro de 1872 – Melbourne, 12 de setembro de 1937) foi um botânico inglês.

## Obras
- The Physics and Physiology of Protoplasmic Streaming in Plants (1903).
- A Handbook of Forest Trees for Victorian Foresters (1925).
- Tradução da obra de  Wilhelm Friedrich Philipp Pfeffer (1845-1920)  sobre a fisiologia vegetal.